# Джендуби, Мохамед Халил
Мохамед Халил Джендуби (араб. محمد خليل الجندوبي‎; род. 1 июня 2002, Тебурба, Мануба) — тунисский тхэквондист, член сборной Туниса. Двукратный призёр летних Олимпийских игр 2020 и 2024 годов, двукратный чемпион Африканских игр, трёхкратный чемпион Африки, бронзовый призёр чемпионата мира 2022 года. Участник летних Олимпийских игр 2020 и 2024 годов.

## Карьера
Мохамед Халил Джендуби родился 1 июня 2002 года в Тунисе.
В 2018 году завоевал одну из бронзовых медалей в весовой категории до 48 кг на летних юношеских Олимпийских играх, проходивших в Буэнос-Айресе.
В 2019 году представлял Тунис на Африканских играх 2019 года, проходивших в Рабате, и завоевал золотую медаль в весовой категории до 54 кг среди мужчин.[
На чемпионате Африки по тхэквондо 2021 года, проходившем в Дакаре стал чемпионом в весовой категории до 58 кг среди мужчин. Несколько месяцев спустя Мохамед завоевал серебряную медаль в весовой категории до 58 кг среди мужчин на летних Олимпийских играх 2020 года в Токио.
Джендуби завоевал золотую медаль в весовой категории до 58 кг среди мужчин на чемпионате Африки по тхэквондо 2022 года, проходившем в Кигали, в Руанде. На чемпионате мира по тхэквондо 2022 года завоевал одну из бронзовых медалей в соревнованиях мужчин в наилегчайшем весе. В 2023 году на чемпионате Африки в Абиджане стал трёхкратным чемпионом континента.
На летних Олимпийских играх в 2024 году в Париже, в категории до 58 кг завоевал бронзовую медаль, в схватке за третье место победил Адриана Висенте из Испании.

## Награды
- Орден Заслуг — 20 августа 2021 года[3][4].